# Lofothäst
Lofothästen var en ganska liten hästras som härstammade från Norge men som numera är utdöd. Den sista Lofothästen dog i början av 1900-talet. Denna Lofothäst står nu uppstoppad på zoologiska museet i Bergen. En annan Lofothästs skelett finns också bevarat på museet. Lofothästarna var små, mycket kraftiga ponnyer med mycket lång och ullig, ibland till och med lockig päls. Hästarna hade en mycket kraftig och naturlig motståndskraft mot kyla och fick ofta gå ute dygnet runt både sommar och vinter. Lofothästen var mycket lik dagens Islandshästar och även den sibiriska Yakutponnyn. 

## Historia
Lofothästens ursprung, historia och användning är inte tydligt dokumenterad och därför relativt okänd och troligtvis var Lofothästen en mycket gammal inhemsk ras som levt i Norge i många tusen år. Teorier finns om att Lofothästen utvecklades ur ponnyer som togs från Asien med nomadiska stammar, exempelvis den mongoliska vildhästen Przewalski från Mongoliet. Dessa hästar låg även i grunden för den norska Fjordhästen och skulle förklara förekomsten av blackfärgade Lofothästar. En ytterligare del av samma teori är att de nomadiska stammarna även hade med sig tundrahästar, eller eventuellt tundrahästens enda kända ättling, Yakutponnyn som lever i Sibirien. Lofothästen var mycket lik dagens Yakutponnyer och ryskt inflytande kan även förklara att pälsen ibland blev lockig då föregångarna till Basjkirhästen kan ha förts till Skandinavien. I Norge bör dessa hästar sedan naturligt utvecklats i det vilda. 
En annan teori som även är mer sannolik och som även använts i utvecklingsteorin om den norska Nordlandshästen är att keltiska hästar från Storbritannien vandrat över medan Storbritannien och Skandinavien satt ihop innan istiden. Dessa keltiska hästar var även förfäder till Islandshästen och Lofothästen var även mycket lik Islandshästen i exteriör och med den kraftiga pälsen. 
Lofothästen fanns främst i nordvästra Norge där de användes som transportdjur vid kusten för att dra upp båtar och till lättare jordbruk i bergigare terräng. Under den senare delen av 1800-talet utvecklade man jordbruken som blev tyngre och större och behovet av en lite större häst ökade. Lofothästarna ersattes av den något större Nordlandshästen, som då kallades Lyngshäst. Lofothästen blev överflödig och var mycket ovanlig i slutet av 1800-talet. Rasen räknas som utdöd sedan 1899 men enstaka individer har dokumenterats in bit in på 1900-talet. Det sista exemplaret av de kända Lofothästarna var ett sto som dog 1899. Idag står stoet uppstoppat på Zooliska Museet i Bergen. Ett skelett av en annan Lofothäst finns även bevarat på samma museum. 

## Egenskaper
Lofothästen var en mycket liten häst eller ponny med en mankhöjd på ca 120-130 cm. Kända färger hos Lofothästarna var skimmel, brun och även black. Lofothästarna var kända för sin extremt långa päls som kunde bli lätt lockig. Ponnyerna hade kortare bakben än framben och ett kraftigt huvud med utåtbuktande nosprofil. Då Lofothästarna gick ute dygnet runt både sommar och vinter bör de ha varit mycket härdade och sega med en naturlig sundhet. Dessa hästar var säkert även lätta att hantera med ett mycket lugnt och stabilt temperament. Dokumentationer har även visat att hästarna ofta blev mycket gamla och ofta levde över 30 års ålder. 
Lofothästarna som levde utmed kusten användes ofta för att dra upp båtar medan hästarna i bergen användes som kör- drag och jordbrukshästar.